# Edward Materski

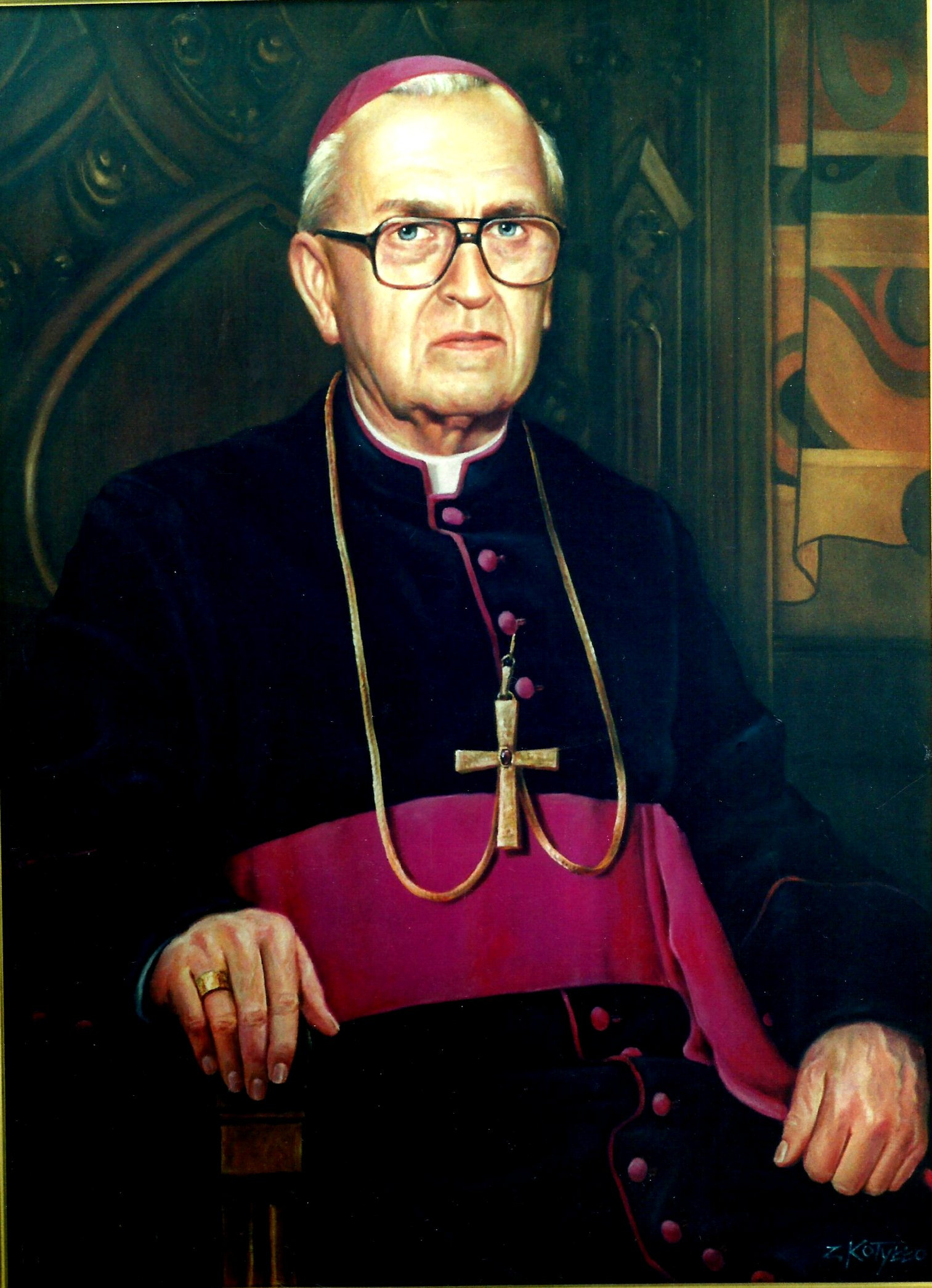
Edward Materski

Edward Henryk Materski (* 6. Januar 1923 in Vilnius; † 24. März 2012 in Radom) war ein polnischer Geistlicher und  römisch-katholischer Bischof von Radom.

## Leben
Edward Materski zog nach dem Tod seines Vaters im Jahre 1932 zusammen mit seiner Mutter und zwei Schwestern nach Warschau. Materski studierte von 1942 bis 1947 an der Theologischen Fakultät in Warschau. Er war Teilnehmer am Warschauer Aufstand. Der Bischof von Kielce, Czeslaw Kaczmarek, spendete ihm am 20. Mai 1947 die Priesterweihe. Er war Kaplan in Chmielnik, Kielce und Kurzelow. Als Privatsekretär von Bischof Czeslaw Kaczmarek war er auch dessen Kontaktperson während des gegen ihn geführten Schauprozesses und der Haftzeit.
Materski war von 1966 bis 1988 Professor für Katechese am Priesterseminar in Kielce und an der Katholischen Universität Lublin. Er war Präsident der Kommission der polnischen Bischofskonferenz für das Katholische Bildungswesen.
Papst Paul VI. ernannte ihn am 29. Oktober 1968 zum Titularbischof von Aquae Sirenses und zum Weihbischof im Bistum Kielce. Der Erzbischof von Gniezno und Warschau, Stefan Kardinal Wyszynski, spendete ihm am 22. Dezember 1968 in der Kathedrale von Kielce die Bischofsweihe; Mitkonsekratoren waren Jan Jaroszewicz, Bischof von Kielce, und Waclaw Skomorucha, Weihbischof in Siedlce. 
Am 6. März 1981 ernannte ihn Papst Johannes Paul II. zum Bischof von Sandomierz. Am 25. März 1992 erfolgte die Ernennung zum ersten Bischof von Radom. Papst Johannes Paul II. selbst weihte das von Materski initiierte Priesterseminar in Radom ein. Am 28. Juni 1999 nahm Papst Johannes Paul II. seinen altersbedingten Rücktritt an.
Er wurde 2007 von Präsident Lech Kaczyński als einer der Helden des Warschauer Aufstandes, der Unabhängigkeit und sozialer Aktivist mit dem Orden Polonia Restituta (Komtur mit Stern) ausgezeichnet. Materski war Ehrenbürger der Städte Radom (1996), Skarżysko-Kamienna (1997) und Chmielnik (2001).

## Schriften
- Materski/Niemirski: Biblia dla Ciebie. Vocatio, 2004, ISBN 8374920890 (polnisch)